# Trampoline aux Jeux mondiaux de 2017
Navigation
Cali 2013 Birmingham 2022
Les épreuves de trampoline des Jeux mondiaux de 2017 ont lieu du 24 juillet au 26 juillet 2017 à Wrocław.

## Organisation

### Femmes

#### Trampoline Duplo-Mini (26 juillet 2017)
| Place | Pays             | Noms             | Qualification (points) | Qualification (points) | Qualification (points) | Finale (points) | Finale (points) | Finale (points) |
| Place | Pays             | Noms             | 1re routine            | 2e routine             | Total                  | 1re routine     | 2e routine      | Total           |
| ----- | ---------------- | ---------------- | ---------------------- | ---------------------- | ---------------------- | --------------- | --------------- | --------------- |
| 1     | États-Unis       | Paige Howard     | 33,700                 | 34,200                 | 67,900                 | 35,100          | 36,300          | 71,400          |
| 2     | Canada           | Tamara O’Brien   | 32,900                 | 34,000                 | 66,900                 | 35,700          | 35,300          | 71,000          |
| 3     | Suède            | Lina Sjöberg     | 33,600                 | 33,800                 | 67,400                 | 35,300          | 34,700          | 70,000          |
| 4     | Nouvelle-Zélande | Bronwyn Dibb     | 35,100                 | 34,000                 | 69,100                 | 34,500          | 35,200          | 69,700          |
| 5     | Afrique du Sud   | Bianca Zoonekynd | 34,300                 | 34,600                 | 68,900                 | 35,200          | 33,800          | 69,000          |
| 6     | Royaume-Uni      | Kirsty Way       | 33,300                 | 34,000                 | 67,300                 | 33,900          | 34,800          | 68,700          |
| 7     | Brésil           | Mariana Aquino   | 31,600                 | 34,100                 | 65,700                 | 33,200          | 35,100          | 68,300          |
| 8     | Portugal         | Ines Martins     | 32,900                 | 29,800                 | 62,700                 | 33,900          | 33,800          | 67,700          |
| 9     | Australie        | Braida Thomas    | 30,200                 | 31,500                 | 61,700                 | --              | --              | --              |
| 10    | Russie           | Polina Troianova | 21,900                 | 0,000                  | 21,900                 | --              | --              | --              |

#### Trampoline synchronisé (26 juillet 2017)
| Place | Pays        | Noms                                      | Qualification (points) | Qualification (points) | Qualification (points) | Finale (points) |
| Place | Pays        | Noms                                      | 1re routine            | 2e routine             | Total                  | Finale (points) |
| ----- | ----------- | ----------------------------------------- | ---------------------- | ---------------------- | ---------------------- | --------------- |
| 1     | Ukraine     | Nataliia Moskvina Svitlana Malkova        | 39,100                 | 45,050                 | 84,150                 | 48,100          |
| 2     | Azerbaïdjan | Sviatlana Makshtarova Veronika Zemlianaia | 40,800                 | 45,100                 | 85,900                 | 46,250          |
| 3     | Pays-Bas    | Tara Fokke Carlijn Blekkink               | 40,700                 | 43,700                 | 84,400                 | 46,200          |
| 4     | Russie      | Susana Kochesok Anna Kornetskaya          | 41,650                 | 46,300                 | 87,950                 | 45,150          |
| 5     | Japon       | Chisato Doihata Reina Satake              | 41,550                 | 42,850                 | 84,400                 | 39,400          |
| 6     | États-Unis  | Nicole Ahsinger Calre Johnson             | 41,300                 | 46,300                 | 87,600                 | 13,900          |
| 7     | Portugal    | Nicole Pacheco Mariana Carvalho           | 40,200                 | 42,550                 | 82,750                 | 13,600          |
| 8     | Chine       | Xingping Zhong Dan Li                     | 42,550                 | 49,650                 | 92,200                 | 5,600           |
| 9     | Espagne     | Claudia Prat Cristina Sainz               | 38,250                 | 44,100                 | 82,350                 | --              |
| 10    | Bulgarie    | Mariela Peneva Hristina Peneva            | 39,250                 | 27,050                 | 66,300                 | --              |

#### Tumbling (25 juillet 2017)
| Place | Pays           | Noms               | Qualification (points) | Qualification (points) | Qualification (points) | Finale (points) | Finale (points) | Finale (points) |
| Place | Pays           | Noms               | 1re routine            | 2e routine             | Total                  | 1re routine     | 2e routine      | Total           |
| ----- | -------------- | ------------------ | ---------------------- | ---------------------- | ---------------------- | --------------- | --------------- | --------------- |
| 1     | Chine          | Jia Fangfang       | 35,800                 | 36,100                 | 71,900                 | 36,100          | 36,300          | 72,400          |
| 2     | Russie         | Anna Korobeinikova | 34,600                 | 34,600                 | 69,200                 | 35,800          | 35,400          | 71,200          |
| 3     | Royaume-Uni    | Lucie Colebeck     | 35,200                 | 32,600                 | 67,800                 | 35,500          | 35,500          | 71,000          |
| 4     | Belgique       | Tachina Peeters    | 32,400                 | 31,600                 | 64,000                 | 34,500          | 34,700          | 69,200          |
| 5     | Canada         | Jordan Sugrim      | 32,500                 | 32,000                 | 64,500                 | 33,700          | 31,600          | 65,300          |
| 6     | France         | Marie Deloge       | 33,300                 | 30,500                 | 63,800                 | 32,300          | 32,400          | 64,700          |
| 7     | Afrique du Sud | Bianca Zoonekynd   | 31,500                 | 31,500                 | 63,000                 | 27,700          | 30,500          | 58,200          |
| 8     | États-Unis     | Rachel Thevenot    | 32,700                 | 32,000                 | 64,700                 | 28,100          | 28,700          | 56,800          |
| 9     | Danemark       | Sara Oerskov       | 31,000                 | 30,400                 | 61,400                 | --              | --              | --              |
| 10    | Ukraine        | Kateryna Bayeva    | 18,400                 | 29,800                 | 48,200                 | --              | --              | --              |

### Hommes

#### Trampoline Duplo-Mini (25 juillet 2017)
| Place | Pays           | Noms                   | Qualification (points) | Qualification (points) | Qualification (points) | Finale (points) | Finale (points) | Finale (points) |
| Place | Pays           | Noms                   | 1re routine            | 2e routine             | Total                  | 1re routine     | 2e routine      | Total           |
| ----- | -------------- | ---------------------- | ---------------------- | ---------------------- | ---------------------- | --------------- | --------------- | --------------- |
| 1     | Russie         | Mikhail Zalomin        | 37,300                 | 37,400                 | 74,700                 | 37,500          | 39,100          | 76,600          |
| 2     | États-Unis     | Alexander Renkert      | 36,100                 | 35,300                 | 71,400                 | 36,500          | 37,200          | 73,700          |
| 3     | Portugal       | Diogo Carvalho Costa   | 24,400                 | 36,100                 | 60,500                 | 37,300          | 35,800          | 73,100          |
| 4     | Canada         | Jonathon Schwaiger     | 31,600                 | 33,300                 | 64,900                 | 35,400          | 37,200          | 72,600          |
| 5     | Royaume-Uni    | Andrew Houston         | 34,300                 | 33,900                 | 68,200                 | 35,200          | 36,300          | 71,500          |
| 6     | Espagne        | Daniel Pérez           | 37,400                 | 34,800                 | 72,200                 | 36,700          | 27,500          | 64,200          |
| 7     | Australie      | Curtis Booth           | 33,900                 | 32,900                 | 66,800                 | 24,400          | 36,400          | 60,800          |
| 8     | Afrique du Sud | Sebolai Offering Tlaka | 32,000                 | 33,700                 | 65,700                 | 24,200          | 33,700          | 57,900          |
| 9     | Russie         | Alexander Odintsov     | 36,400                 | 36,900                 | 73,300                 | --              | --              | --              |
| 10    | Danemark       | Mikkel Joergensen      | 0,000                  | 23,300                 | 23,300                 | --              | --              | --              |

#### Trampoline synchronisé (24 juillet 2017)
| Place | Pays       | Noms                                | Qualification (points) | Qualification (points) | Qualification (points) | Finale (points) |
| Place | Pays       | Noms                                | 1re routine            | 2e routine             | Total                  | Finale (points) |
| ----- | ---------- | ----------------------------------- | ---------------------- | ---------------------- | ---------------------- | --------------- |
| 1     | Chine      | Tu Xiao Dong Dong                   | 43,500                 | 35,600                 | 79,100                 | 51,250          |
| 2     | Ukraine    | Mykola Prostorov Dmytro Byedyevkin  | 36,450                 | 50,000                 | 86,450                 | 51,200          |
| 3     | Japon      | Takato Nakazono Yamato Ishikawa     | 42,450                 | 50,800                 | 93,250                 | 50,550          |
| 4     | France     | Josuah Faroux Alan Bouattou         | 41,200                 | 49,600                 | 90,800                 | 50,250          |
| 5     | États-Unis | Jeffrey Gluckstein Aliaksei Shostak | 40,650                 | 16,350                 | 57,000                 | 49,150          |
| 6     | Danemark   | Benjamin Kjær Lucas Andrea Cheung   | 37,750                 | 20,350                 | 58,100                 | 47,650          |
| 7     | Russie     | Dmitrii Ushakov Andrey Yudin        | 41,600                 | 51,950                 | 93,550                 | 16,350          |
| 8     | Portugal   | Diogo Ganchinho Diogo Abreu         | 43,900                 | 47,450                 | 91,350                 | 4,950           |
| 9     | Australie  | Ty Swadling Shaun Swadling          | 42,150                 | 10,200                 | 52,350                 | --              |
| 10    | Pologne    | Lukasz Tomaszewski Bartlomiej Hes   | 36,350                 | 10,450                 | 46,800                 | --              |

#### Tumbling (26 juillet 2017)
| Place | Pays        | Noms                   | Qualification (points) | Qualification (points) | Qualification (points) | Finale (points) | Finale (points) | Finale (points) |
| Place | Pays        | Noms                   | 1re routine            | 2e routine             | Total                  | 1re routine     | 2e routine      | Total           |
| ----- | ----------- | ---------------------- | ---------------------- | ---------------------- | ---------------------- | --------------- | --------------- | --------------- |
| 1     | Chine       | Zhang Luo              | 35,600                 | 36,400                 | 72,000                 | 37,300          | 37,800          | 75,100          |
| 2     | États-Unis  | Austin Nacey           | 36,300                 | 35,000                 | 71,300                 | 36,700          | 36,600          | 73,300          |
| 3     | Russie      | Maxim Shlyakin         | 38,200                 | 37,500                 | 75,700                 | 36,800          | 35,900          | 72,700          |
| 4     | Canada      | Jonathon Schwaiger     | 34,500                 | 34,400                 | 68,900                 | 36,500          | 35,700          | 72,200          |
| 5     | Azerbaïdjan | Mikhail Malkin         | 37,000                 | 37,500                 | 74,500                 | 31,800          | 35,400          | 67,200          |
| 6     | Danemark    | Anders Wesch           | 35,700                 | 37,100                 | 72,800                 | 29,200          | 37,800          | 67,000          |
| 7     | Royaume-Uni | Elliott Browne         | 35,100                 | 37,000                 | 72,100                 | 31,200          | 29,800          | 61,000          |
| 8     | Ukraine     | Stanislav Podostroiets | 33,900                 | 32,200                 | 66,100                 | 28,100          | 26,500          | 54,600          |
| 9     | Kazakhstan  | Alexandr Romakhov      | 32,600                 | 32,700                 | 65,300                 | --              | --              | --              |
| 10    | Portugal    | Joao Saraiva           | 32,200                 | 29,300                 | 61,500                 | --              | --              | --              |

## Podiums

### Femmes
| Épreuves               | Or                                                   | Argent                                                     | Bronze                               |
| ---------------------- | ---------------------------------------------------- | ---------------------------------------------------------- | ------------------------------------ |
| Trampoline Duplo-Mini  | États-Unis Paige Howard                              | Canada Tamara O'Brien                                      | Suède Lina Sjöberg (en)              |
| Trampoline synchronisé | Ukraine Nataliia Moskvina (en) Svitlana Malkova (en) | Azerbaïdjan Sviatlana Makshtarova (en) Veronika Zemlianaia | Pays-Bas Tara Fokke Carlijn Blekkink |
| Tumbling               | Chine Jia Fangfang (nl)                              | Russie Anna Korobeinikova                                  | Royaume-Uni Lucie Colebeck           |

### Hommes
| Épreuves               | Or                          | Argent                                          | Bronze                                |
| ---------------------- | --------------------------- | ----------------------------------------------- | ------------------------------------- |
| Trampoline Duplo-Min   | Russie Mikhail Zalomin (en) | États-Unis Alexander Renkert (en)               | Portugal Diogo Carvalho Costa         |
| Trampoline synchronisé | Chine Xiao Tu Dong Dong     | Ukraine Mykola Prostorov (en) Dmytro Byedyevkin | Japon Takato Nakazono Yamato Ishikawa |
| Tumbling               | Chine Luo Zhang             | États-Unis Austin Nacey                         | Russie Maxim Shlyakin (en)            |

## Tableau des médailles
- Pays organisateur

| Rang  | Nation      | Or | Argent | Bronze | Total |
| ----- | ----------- | -- | ------ | ------ | ----- |
| 1     | Chine       | 3  | 0      | 0      | 3     |
| 2     | États-Unis  | 1  | 2      | 0      | 3     |
| 3     | Russie      | 1  | 1      | 1      | 3     |
| 4     | Ukraine     | 1  | 1      | 0      | 2     |
| 5     | Azerbaïdjan | 0  | 1      | 0      | 1     |
| 5     | Canada      | 0  | 1      | 0      | 1     |
| 7     | Royaume-Uni | 0  | 0      | 1      | 1     |
| 7     | Japon       | 0  | 0      | 1      | 1     |
| 7     | Pays-Bas    | 0  | 0      | 1      | 1     |
| 7     | Portugal    | 0  | 0      | 1      | 1     |
| 7     | Suède       | 0  | 0      | 1      | 1     |
| Total | Total       | 6  | 6      | 6      | 18    |